# Linwood (Nouvelle-Zélande)
Pour les articles homonymes, voir Linwood.
Linwood est une banlieue de la cité de Christchurch, située dans l’île du Sud de la Nouvelle-Zélande.

## Situation
Elle se situe à l’est du centre de la ville de Christchurch, principalement entre Ferry Road et Linwood Avenue, 2 des principales artères de la ville en allant vers l’est de Christchurch.

## Toponymie

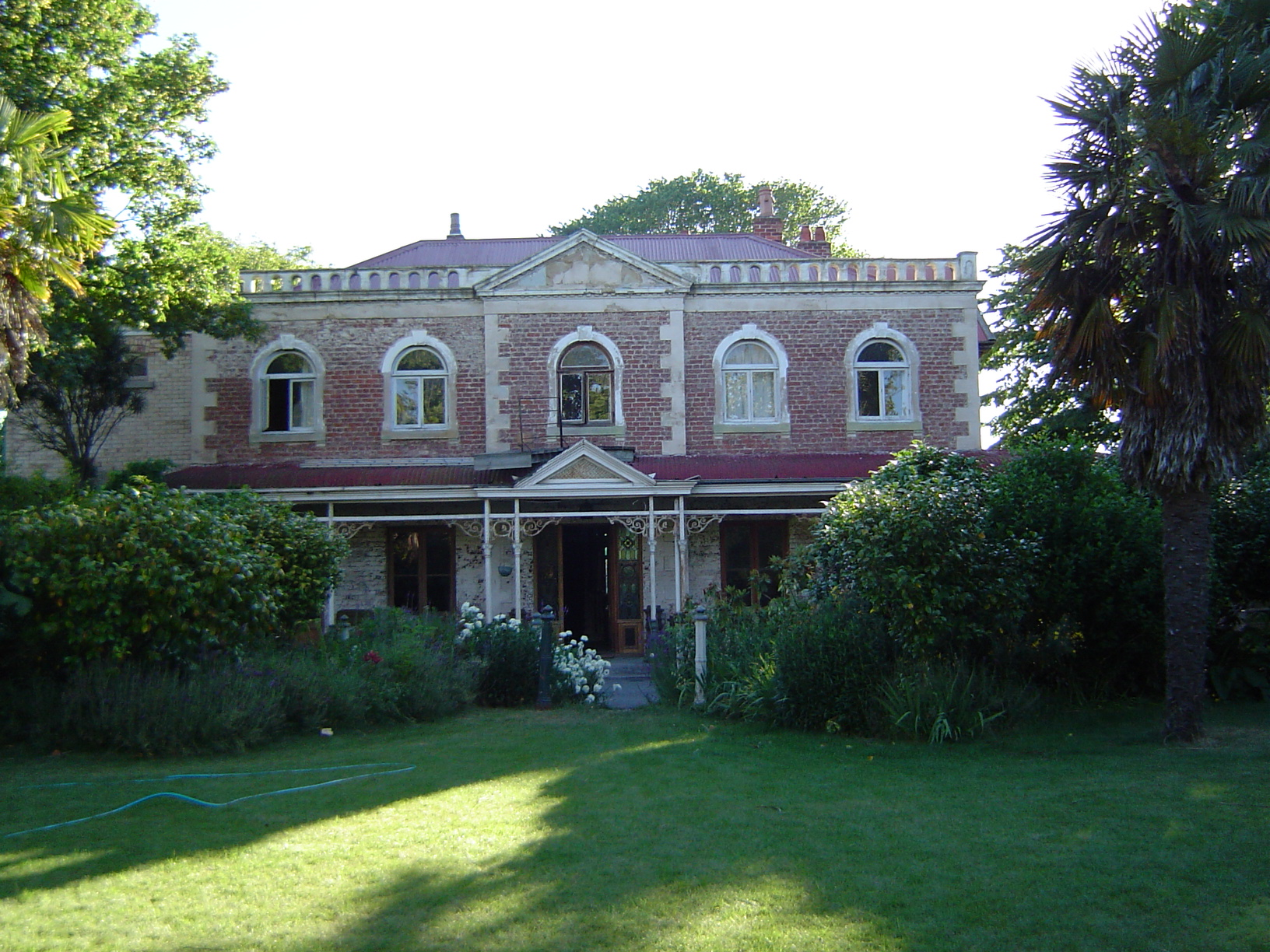
Linwood House en 2003

Linwood reçoit son nom de Joseph Brittan (en), qui achète la section rurale n° 300 dans Avonside. La section voisine n° 301 est une partie de la ferme mais la propriété est vendue et probablement exploitée en ferme avec le lot rural de la section n°300 et qui est en fait racheté par son fils en 1874 . À ceci est ajoutée une petite partie de la section n°300 pour lui donner l’accès en 1855 et un bail de 21 ans pour les sections jointives en 1862 donnant ainsi une surface totale d’environ 380 acres (soit autour de 150 ha)[réf. non conforme]. Il appelle la ferme du nom de Linwood du nom de la ville de Linwood, dans le comté du Hampshire en Angleterre. Brittan construit Linwood House (en) au n° 30 de Linwood Avenue en 1857, qui reste en place jusqu’à sa démolition forcée à la suite du séisme de 2011. Christchurch manque d’un port accessible avant la construction du tunnel ferroviaire de Lyttelton (en) en 1867. Cela pose un problème significatif pour la cité naissante. Un service de barges circulant le long de ce qui est maintenant Linwood Avenue est mis en service avant l’existence du tunnel mais n'est jamais terminé.

## Biens et services
La zone commerciale de Linwood est concentrée autour de l’intersection de Linwood Avenue et de Aldwins Road / Buckleys Road. Eastgate Mall siège au coin est de cette intersection.

## Personnalités notables
- Lianne Dalziel (en)